# Strzelectwo na Letnich Igrzyskach Olimpijskich 1912 – karabin małokalibrowy, dowolna postawa, 50 m
Strzelanie z karabinu małokalibrowego z 50 m w pozycji dowolnej było jedną z konkurencji strzeleckich rozgrywanych podczas V Igrzysk Olimpijskich w Sztokholmie. Zawody zostały rozegrane 4 lipca w Kaknäs.
W zawodach wzięło udział czterdziestu jeden strzelców z dziewięciu państw.

## Wyniki
| Miejsce | Zawodnik                | Punkty |
| ------- | ----------------------- | ------ |
| 1       | Frederick Hird          | 194    |
| 2       | William Milne           | 193    |
| 3       | Harold Burt             | 192    |
| 4       | Edward Lessimore        | 192    |
| 5       | Francis Kemp            | 190    |
| 6       | Robert Murray           | 190    |
| 7       | William Leushner        | 189    |
| 8       | Erik Boström            | 189    |
| 9       | Johan Hübner von Holst  | 189    |
| 10      | William Pimm            | 189    |
| 11      | Axel Wahlstedt          | 187    |
| 12      | Warren Sprout           | 187    |
| 13      | Carl Osburn             | 187    |
| 14      | Joseph Pepé             | 187    |
| 15      | Fredrik Nyström         | 187    |
| 16      | Arthur Nordenswan       | 186    |
| 17      | Eric Carlberg           | 186    |
| 18      | William McDonnell       | 186    |
| 19      | Ruben Örtegren          | 186    |
| 20      | Ernst Johansson         | 185    |
| 21      | Vilhelm Carlberg        | 185    |
| 22      | Robert Löfman           | 185    |
| 23      | Edwin Anderson          | 185    |
| 24      | David Griffiths         | 184    |
| 25      | Nikolaos Lewidis        | 181    |
| 26      | Frants Nielsen          | 180    |
| 27      | William Styles          | 179    |
| 28      | Erik Odelberg           | 179    |
| 29      | László Hauler           | 178    |
| 30      | Arne Sunde              | 176    |
| 31      | Sándor Török de Szendrő | 174    |
| 32      | Joanis Teofilakis       | 173    |
| 33      | Aleksandr Dobrżanski    | 172    |
| 34      | Frangiskos Mawromatis   | 172    |
| 35      | Johannes Jordell        | 172    |
| 36      | Władimir Potiekin       | 170    |
| 37      | Jakowos Teofilas        | 167    |
| 38      | Povl Gerlow             | 167    |
| 39      | Gideon Ericsson         | 157    |
| 40      | Ragnvald Maseng         | 156    |
| 41      | André Regaud            | 125    |